# 병귤
병귤(甁橘, 제주어: 벤줄)은 운향과의 과일 나무(상록 소교목)이다. 감귤나무(Citrus reticulata) 재배종으로, 다른 재배 감귤과 마찬가지로 포멜로(C. maxima) DNA를 일부 포함한다. 제주도 재래 감귤의 하나이며, 모계와 부계 조상이 정확히 알려져있지 않으나, 빈귤, 편귤 등 다른 제주 감귤 류와 유전적 근연 관계가 있는 것으로 밝혀졌다. 다나카 체계 등에서는 종소명(Citrus platymamma hort. ex Tanaka)을 부여하기도 했으나, 식물학적 종이 아닌 원예종이다.

## 이름
제주어 "벤줄"과 한국어 "병귤"은 동원어로, 같은 한자 甁(병)과 橘(귤)을 달리 읽은 것이다.
1653년에 제주 목사 이원진이 펴낸 《탐라지》에서 병귤이 "별귤(別橘)"이라는 이름으로 언급되는데, "위는 넓고 아래는 졸아들어 마치 종지를 엎어 달아맨 듯하다. 그러므로 일명 "병귤"이라고도 한다."라고 적혀 있다.

## 역사
1998년 1월 7일에 도련동에 있는 오래된 병귤나무 두 그루가 각각 제주특별자치도 기념물 20-2호와 20-3호로 선정되었으나, 20-3호가 2005년 10월 5일에 죽었다. 나머지 한 그루는 2011년 1월 12일에 대한민국 천연기념물 523호로 승격되었다. 제주특별자치도 제주시 도련6길 21(북위 33° 30′ 34″ 동경 126° 34′ 57″ / 북위 33.509321°  동경 126.582428° )에 소재하며, 수령은 250년인 것으로 추정된다.
2010년에는 80여년 된 병귤나무 몇 그루가 그 해 복원된 금물과원에 이식되었다.

## 특징
병충해와 추위에 강하다.
나무는 가시가 없고 키가 4-5미터, 넓이가 2-2.5미터 정도 되는 소교목으로, 얇은 가지가 빽빽하게 나 관목처럼 보이기도 한다. 잎은 타원형에 끝이 뾰족하고, 길이가 6.5센티미터, 넓이가 2.5센티미터 정도 된다. 꽃은 흰색이고 꽃잎이 다섯 개다.
과일은 짙은 노란색에서 노란 주황색을 띠는데, 다른 귤속 과일들처럼 껍질이 울퉁불퉁하다. 서양 배처럼 아래쪽이 넓고 위쪽이 좁으며, 길이와 넓이가 각각 7-7.5센티미터, 6센티미터 정도 되고, 무게는 100-110그램 정도 나간다.

## 이용
과육은 생으로 먹을 수 있으며, 과피는 생으로 또는 말려서 사용한다. 제스트를 떡이나 다른 음식에 고명으로 얹기도 하며, 향신료로도 쓴다. 말린 껍질은 주로 차를 끓이는 데 쓰는데, 병귤차는 호흡기 질병 예방이나 식욕 증진에 좋고 소화에도 도움을 준다고 알려져 있다.

## 같이 보기
- 제주감귤